# Memorial Van Damme
Il Memorial Van Damme è un meeting internazionale di atletica leggera, inserito nel circuito Diamond League, che si tiene annualmente allo Stadio Re Baldovino di Bruxelles, in Belgio. Il meeting è intitolato alla memoria dell'atleta belga Ivo Van Damme, morto a 22 anni in un incidente stradale.

## Circuito IAAF
Il meeting belga è stato nel programma della IAAF Golden League in tutte e 12 le edizioni disputate (dal 1998 al 2009), mentre nel 2010 è tra i 14 meeting del calendario della Diamond League.

## Record mondiali
Durante il corso della sua storia, al Memorial Van Damme sono stati infranti 15 record mondiali, due dei quali relativi alla categoria juniores.
| Anno | Specialità                                    | Record                  | Atleta                                                                              | Nazionalità         |
| ---- | --------------------------------------------- | ----------------------- | ----------------------------------------------------------------------------------- | ------------------- |
| 2012 | 110 m hs                                      | 12"80                   | Aries Merritt                                                                       | Stati Uniti         |
| 2009 | Staffetta 4x1500 m                            | 14'36.23                | William Biwott Tanui Gideon Gathimba Geoffrey Kipkoech Rono Augustine Kiprono Choge | Kenya               |
| 2006 | Staffetta 4x800 m                             | 7'02.43                 | Joseph Mutua William Yiampoy Ismael Kombich Wilfred Bungei                          | Kenya               |
| 2005 | 10000 m                                       | 26'17.53                | Kenenisa Bekele                                                                     | Etiopia             |
| 2004 | 10000m (junior) 3000 m siepi Salto con l'asta | 27'04.00 7'53.63 4.92 m | Boniface Kiprop Toroitich Saif Saaeed Shaheen Elena Isinbaeva                       | Uganda Qatar Russia |
| 2001 | 3000 m (junior) 3000 m siepi                  | 7'30.67 7'55.28         | Kenenisa Bekele Brahim Boulami                                                      | Etiopia Marocco     |
| 1997 | 5000 m 10000 m                                | 12'39.74 26'27.85       | Daniel Komen Paul Tergat                                                            | Kenya               |
| 1996 | 1000 m 10000 m                                | 2'28.98 26'38.08        | Svetlana Masterkova Salah Hissou                                                    | Russia Marocco      |
| 1995 | 1000 m 5000 m (juniores)                      | 2'29.34 13'07.38        | Maria de Lurdes Mutola Daniel Komen                                                 | Mozambico Kenya     |
| 1981 | Miglio                                        | 3'47.33                 | Sebastian Coe                                                                       | Regno Unito         |

## Edizioni
Di seguito la tabella delle ultime edizioni del meeting.
| Anno | Edizione | Circuito            | Dettagli                |
| ---- | -------- | ------------------- | ----------------------- |
| 2007 | XXXI     | Golden League 2007  | Memorial Van Damme 2007 |
| 2008 | XXXII    | Golden League 2008  | Memorial Van Damme 2008 |
| 2009 | XXXIII   | Golden League 2009  | Memorial Van Damme 2009 |
| 2010 | XXXIV    | Diamond League 2010 | Memorial Van Damme 2010 |
| 2011 | XXXV     | Diamond League 2011 | Memorial Van Damme 2011 |
| 2012 | XXXVI    | Diamond League 2012 | Memorial Van Damme 2012 |
| 2013 | XXXVII   | Diamond League 2013 | Memorial Van Damme 2013 |
| 2014 | XXXVIII  | Diamond League 2014 | Memorial Van Damme 2014 |
| 2015 | XXXIX    | Diamond League 2015 | Memorial Van Damme 2015 |
| 2016 | XL       | Diamond League 2016 | Memorial Van Damme 2016 |
| 2017 | XLI      | Diamond League 2017 | Memorial Van Damme 2017 |
| 2018 | XLII     | Diamond League 2018 | Memorial Van Damme 2018 |
| 2019 | XLIII    | Diamond League 2019 | Memorial Van Damme 2019 |
| 2020 | XLIV     | Diamond League 2020 | Memorial Van Damme 2020 |
| 2021 | XLV      | Diamond League 2021 | Memorial Van Damme 2021 |
| 2022 | XLVI     | Diamond League 2022 | Memorial Van Damme 2022 |
| 2023 | XLVII    | Diamond League 2023 | Memorial Van Damme 2023 |
| 2024 | XLVIII   | Diamond League 2024 | Memorial Van Damme 2024 |

## Record del meeting

### Uomini
| Specialità             | Record                                                    | Atleta                                                               | Nazionalità           | Data                          | Note  |
| ---------------------- | --------------------------------------------------------- | -------------------------------------------------------------------- | --------------------- | ----------------------------- | ----- |
| 100 m                  | 9.76 (+1.3 m/s)                                           | Usain Bolt                                                           | Giamaica              | 16 settembre 2011             | [ 1 ] |
| 200 m                  | 19.26 (+0.7 m/s)                                          | Yohan Blake                                                          | Giamaica              | 16 settembre 2011             | [ 2 ] |
| 400 m                  | 44"03                                                     | Michael Cherry                                                       | Stati Uniti           | 3 settembre 2021              |       |
| 800 m                  | 1'42"20                                                   | Wilson Kipketer                                                      | Danimarca             | 22 agosto 1997                |       |
| 1000 m                 | 2'14"95                                                   | Sammy Koskei                                                         | Kenya                 | 30 agosto 1985                |       |
| 1500 m                 | 3'26"12                                                   | Hicham El Guerrouj                                                   | Marocco               | 24 agosto 2001                |       |
| Miglio                 | 3'47"30                                                   | Noureddine Morceli                                                   | Algeria               | 3 settembre 1993              |       |
| 2000 m                 | 4'43"13                                                   | Jakob Ingebrigtsen                                                   | Norvegia              | 8 settembre 2023              | [ 3 ] |
| 3000 m                 | 7'23"09                                                   | Hicham El Guerrouj                                                   | Marocco               | 3 settembre 1999              |       |
| 5000 m                 | 12'39"74                                                  | Daniel Komen                                                         | Kenya                 | 22 agosto 1997                |       |
| 10000 m                | 26'17"53                                                  | Kenenisa Bekele                                                      | Etiopia               | 26 agosto 2005                |       |
| 110 m hs               | 12"80 (+0.3 m/s)                                          | Aries Merritt                                                        | Stati Uniti           | 7 settembre 2012              |       |
| 400 m hs               | 47"51                                                     | André Phillips                                                       | Stati Uniti           | 5 settembre 1986              |       |
| 2000 m siepi           | 5'30"7                                                    | Joseph Mahmoud                                                       | Francia               | 24 agosto 1984                |       |
| 3000 m siepi           | 7'53"63                                                   | Saif Saaeed Shaheen                                                  | Qatar                 | 3 settembre 2004              |       |
| Salto in alto          | 2,38 m                                                    | Hollis Conway                                                        | Stati Uniti           | 10 agosto 1990                |       |
| Salto con l'asta       | 6,11 m                                                    | Armand Duplantis                                                     | Svezia                | 13 settembre 2024             | [ 3 ] |
| Salto in lungo         | 8,65 m (+0.2 m/s)                                         | Carl Lewis                                                           | Stati Uniti           | 24 agosto 1984                |       |
| Salto triplo           | 17,60 m (+0.3 m/s)                                        | Jonathan Edwards                                                     | Regno Unito           | 30 agosto 1995                |       |
| Getto del peso         | 22,61 m                                                   | Joe Kovacs                                                           | Stati Uniti           | 1º settembre 2022             |       |
| Lancio del disco       | 69,94 m                                                   | Imrich Bugár                                                         | Cecoslovacchia        | 24 agosto 1984                |       |
| Lancio del martello    | 82,26 m                                                   | Lance Deal                                                           | Stati Uniti           | 23 agosto 1996                |       |
| Lancio del giavellotto | 93,48 m (Vecchio giavellotto) 90,50 m (Nuovo giavellotto) | Tom Petranoff Jan Železný                                            | Stati Uniti Rep. Ceca | 26 agosto 1983 25 agosto 1995 |       |
| Staffetta 4x100 m      | 38"49                                                     | Paesi Bassi Xavi Mo-Ajok Taymir Burnet Hensley Paulina Raphael Bouju | Paesi Bassi           | 8 settembre 2023              | [ 3 ] |
| Staffetta 4x800 m      | 7'02.43                                                   | Wilfred Bungei Ismael Kombich William Yiampoy Joseph Mutua           | Kenya                 | 25 agosto 2006                | [ 4 ] |
| Staffetta 4x1500 m     | 14'36.23                                                  | Augustine Choge Geoffrey Rono Gideon Gathimba William Biwott         | Kenya                 | 4 settembre 2009              | [ 5 ] |

### Donne
| Specialità             | Record                                                    | Atleta                                  | Nazionalità             | Data                               | Note  |
| ---------------------- | --------------------------------------------------------- | --------------------------------------- | ----------------------- | ---------------------------------- | ----- |
| 100 m                  | 10"72 (-0.3 m/s) 10"72 (+0.6 m/s)                         | Shelly-Ann Fraser-Pryce Elaine Thompson | Giamaica                | 6 settembre 2013 8 settembre 2016  |       |
| 200 m                  | 21"48                                                     | Shericka Jackson                        | Giamaica                | 8 settembre 2023                   | [ 3 ] |
| 400 m                  | 48"83                                                     | Sanya Richards                          | Stati Uniti             | 4 settembre 2009                   | [ 6 ] |
| 800 m                  | 1'55"16                                                   | Pamela Jelimo                           | Kenya                   | 6 settembre 2008                   |       |
| 1000 m                 | 2'28"98                                                   | Svetlana Masterkova                     | Russia                  | 23 agosto 1996                     |       |
| 1500 m                 | 3'55"33                                                   | Süreyya Ayhan                           | Turchia                 | 5 settembre 2003                   |       |
| Miglio                 | 4'14"74                                                   | Sifan Hassan                            | Paesi Bassi             | 3 settembre 2021                   |       |
| 2000 m                 | 5'30"19                                                   | Gelete Burka                            | Etiopia                 | 4 settembre 2009                   | [ 7 ] |
| 3000 m                 | 8'25"82                                                   | Gabriela Szabó                          | Romania                 | 3 settembre 1999                   |       |
| 2 miglia               | 8'58"58                                                   | Meseret Defar                           | Etiopia                 | 14 settembre 2007                  |       |
| 5000 m                 | 14'18"89                                                  | Almaz Ayana                             | Etiopia                 | 9 settembre 2016                   |       |
| 100 m hs               | 12"27 (+0.1 m/s)                                          | Jasmine Camacho-Quinn                   | Porto Rico              | 2 settembre 2022                   |       |
| 400 m hs               | 53.43                                                     | Nezha Bidouane                          | Marocco                 | 28 agosto 1998                     | [ 3 ] |
| 3000 m siepi           | 8'55.10                                                   | Beatrice Chepkoech                      | Kenya                   | 31 agosto 2018                     | [ 8 ] |
| Salto in alto          | 2,05 m                                                    | Anna Čičerova Jaroslava Mahučich        | Russia Ucraina          | 16 settembre 2011 2 settembre 2022 | .     |
| Salto con l'asta       | 5,00 m                                                    | Sandi Morris                            | Stati Uniti             | 9 settembre 2016                   |       |
| Salto in lungo         | 7,25 m (+1.7 m/s)                                         | Heike Drechsler                         | Germania Est            | 13 settembre 1991                  |       |
| Salto triplo           | 15,14 m (+0.3 m/s)                                        | Tat'jana Lebedeva                       | Russia                  | 5 settembre 2003                   |       |
| Getto del peso         | 20,58 m                                                   | Valerie Adams                           | Nuova Zelanda           | 5 settembre 2014                   |       |
| Lancio del disco       | 69,84 m                                                   | Cvetanka Hristova                       | Bulgaria                | 5 settembre 1986                   |       |
| Lancio del giavellotto | 72,18 m (Vecchio giavellotto) 68,11 m (Nuovo giavellotto) | Fatima Whitbread Kara Winger            | Regno Unito Stati Uniti | 5 settembre 1986 2 settembre 2022  |       |